# (2626) Белника
(2626) Белника (лат. Belnika) — типичный астероид главного пояса, открыт 8 августа 1978 года советским астрономом Николаем Черных в Крымской астрофизической обсерватории и 17 февраля 1984 года назван в честь астронома Николая Беляева.

## Обнаружение и именование
(2626) Белника
Открыт 8 августа 1978 года в Научном Н. С. Черных.
Назван в честь небесного механика из Института теоретической астрономии Николая Алексеевича Беляева, известного своими исследованиями динамики комет и эволюции кометных орбит.
Оригинальный текст (англ.)2626 Belnika
Discovered 1978-08-08 by Chernykh, N. at Nauchnyj.
Named in honor of Nikolaj Alekseevich Belyaev, a celestial mechanician at the Institute for Theoretical Astronomy, known for his research on the dynamics of comets and the evolution of cometary orbits.
Источники: DISCOVERY.DB; M.P.C. 8542.

## Орбита

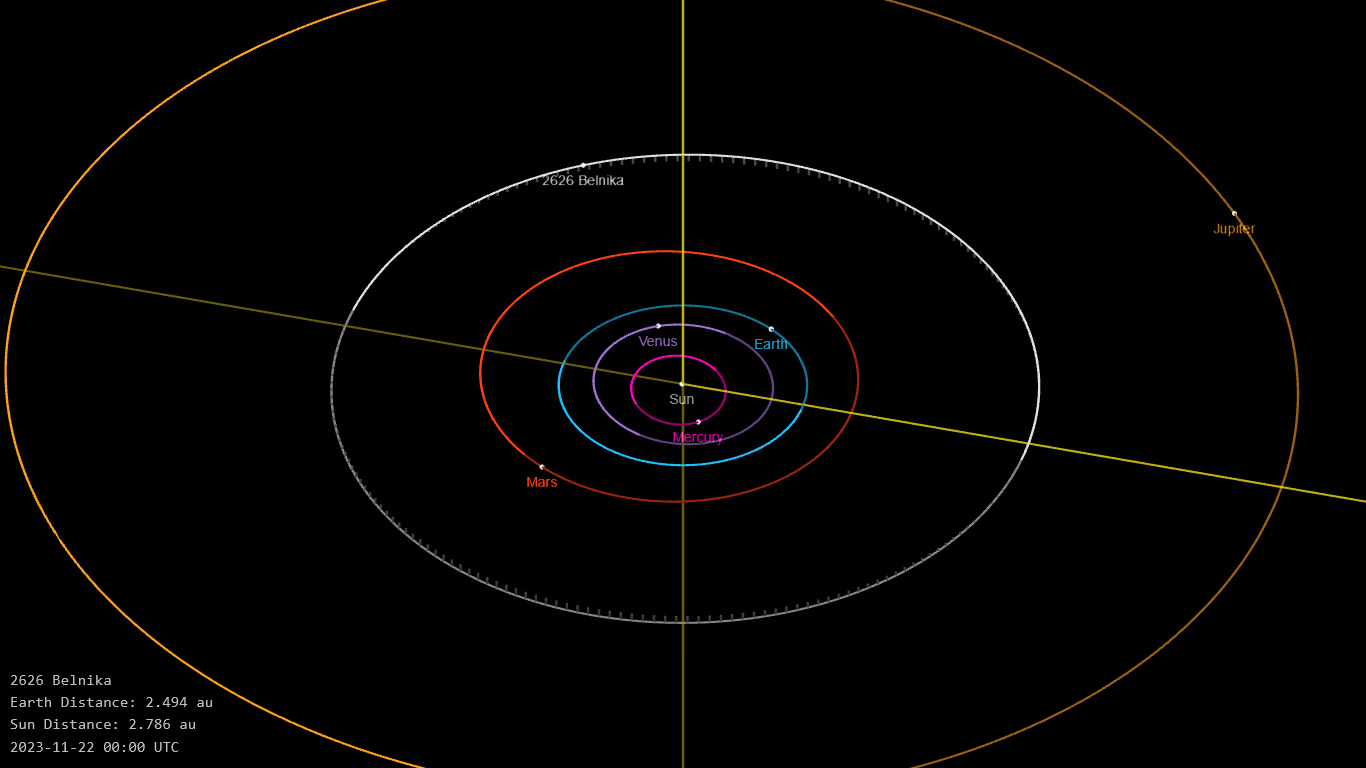
Орбита астероида Белника и его положение в Солнечной системе

## Физические характеристики
Астероид относится к таксономическому классу S.
По результатам наблюдений в видимом и ближнем инфракрасном диапазоне космического телескопа NEOWISE диаметр астероида сначала оценивался равным 12,659±0,102 км, позже — 12,355±0,114 км. Согласно тем же источникам альбедо оценивается как 0,2542±0,0420 и 0,265±0,023.